# Артеріовенозна фістула
Артеріовенозна фістула, артеріовенозна нориця — це аномальне з'єднання між артерією та веною. Вона може бути вродженою, хірургічно створеною для проведення гемодіалізу або набутою внаслідок патологічного процесу, такого як травма чи ерозія артеріальної аневризми.

## Клінічні особливості
Спадкова геморагічна телеангіектазія — це стан, при якому існує пряме сполучення між артеріолами та венулами без проміжних капілярних русел, у слизовій оболонці та внутрішніх органах. Ті, хто страждає від цієї хвороби, зазвичай не відчувають жодних симптомів. Утруднене дихання є найпоширенішим симптомом.
Як і внутрішньочерепна аневризма, артеріовенозна мальформація головного мозку може розірватися, спричинивши субарахноїдальний крововилив.

## Причини
До причини цього стану належать:
- Вроджений (дефект розвитку)[5]
- Розрив артеріальної аневризми в сусідню вену[5]
- Проникаючі поранення[5]
- Некроз сусідніх судин[5]
- Ускладнення введення катетера (рідко). Зазвичай після пункції плечової артерії, оскільки вона розташована між двома плечовими венами.[6]

Хірургічно створена фістула Чіміно використовується як судинний доступ для гемодіалізу. Венозний доступ є зручнішим для отримання крові пацієнта, ніж артеріальний. Проблема полягає в тому, що стінки вен тонкі порівняно зі стінками артерій. Фістула є рішенням цієї проблеми, оскільки через 4–6 тижнів після її створення стінки вен стають товщими через високий кров'яний тиск. Таким чином, вена тепер може витримувати постійні пункції під час сеансів гемодіалізу.

## Механізм
Коли артеріовенозна фістула утворюється у великій артерії, такій як черевна аорта, це може призвести до значного зниження периферичного опору. Цей знижений периферичний опір змушує серце збільшувати серцевий викид для підтримки належного кровотоку до всіх тканин. Фізичні прояви цього зазвичай полягають у відносно нормальному систолічному артеріальному тиску, що супроводжується зниженням діастолічного артеріального тиску, що призводить до збільшення пульсового тиску.
Нормальний кровотік у плечовій артерії становить від 85 до 110 мілілітрів на хвилину (мл/хв). Після утворення фістули кровотік одразу збільшується до 400—500 мл/хв, а протягом 1 місяця — до 700—1000 мл/хв. Брахіцефальна фістула вище ліктя має більшу швидкість кровотоку, ніж радіоцефальна фістула на зап'ясті. Як артерія, так і вена розширюються та видовжуються у відповідь на більший кровотік та напругу зсуву, але вена розширюється більше та стає «артеріалізованою». В одному дослідженні головна вена збільшилася з 2,3 мм до 6,3 мм у діаметрі через 2 місяці. Коли вена достатньо велика, щоб дозволити канюляцію, фістула визначається як «зріла».
Артеріовенозна фістула може збільшити переднавантаження. Артеріовенозні шунти також зменшують постнавантаження серця. Це пояснюється тим, що кров минає артеріоли, що призводить до зниження загального периферичного опору (ЗПО). Артеріовенозні шунти збільшують як швидкість, так і об'єм крові, що повертається до серця.

## Діагностика
Діагностувати цей стан можна за допомогою ультразвукового дослідження.